# Caryospora epicrati
Caryospora epicrati – gatunek pasożytniczych pierwotniaków należący do rodziny Eimeriidae z podtypu Apicomplexa, które kiedyś były klasyfikowane jako protista. Występuje jako pasożyt węży. C. epicrati cechuje się tym iż oocysta zawiera 1 sporocystę. Z kolei każda sporocysta zawiera 8 sporozoitów.
Obecność tego pasożyta stwierdzono u Epicrates cenchria cenchria należącego do rodziny dusicielowatych (Boidae).
Występuje na terenie Brazylii w Ameryce Południowej.

## Sporulowana oocysta
Jest kształtu sferoidalnego lub lekko jajowatego, posiada 2 bezbarwne ściany o łącznej grubości 1,5 μm. Oocysta posiada następujące rozmiary: długość 18,7 – 25 μm, szerokość 17,5 – 22,5 μm. Brak mikropyli oraz wieczka biegunowego. Występuje pojedyncze ciałko biegunowe, które zwykle przylega do wewnętrznej strony otoczki wewnętrznej.

## Sporulowana sporocysta i sporozoity
Sporocysty kształtu owoidalnego o długości 16,2 – 18,7 μm, szerokości 11,2 – 12,5 μm. Występuje ciałko Stieda oraz substieda body (SBB). Brak parastieda body (PSB).